# سفارت شیلی در واشینگتن
سفارت شیلی در واشینگتن (به انگلیسی: Embassy of Chile) یک سفارت در ایالات متحده آمریکا است که در واشینگتن، دی.سی. واقع شده‌است.